# Поставщик
Поставщи́к (заимств. вендор) — это любое юридическое (организация, предприятие, учреждение) или физическое лицо, поставляющее товары или услуги заказчикам.
Поставщик осуществляет предпринимательскую деятельность в соответствии с условиями заключённого договора поставки, который является одним из видов договора купли-продажи. В соответствии с договором поставки поставщик обязуется передать в обусловленный срок или сроки производимые либо закупаемые им товары (и или услуги) покупателю для использования в предпринимательской деятельности или в других целях, не связанных с личным, семейным, домашним или иным подобным использованием.

## Ответственность поставщика
Покупатель (получатель), которому поставлены товары ненадлежащего качества, вправе предъявить поставщику требования, предусмотренные статьёй 475 Гражданского Кодекса РФ, за исключением случая, когда поставщик, получивший уведомление покупателя о недостатках поставленных товаров, без промедления заменит поставленные товары товарами надлежащего качества.
Покупатель (получатель), которому поставлены товары с нарушением условий договора поставки, требований закона, иных правовых актов либо обычно предъявляемых требований к комплектности, вправе предъявить поставщику требования, предусмотренные статьей 480 Гражданского Кодекса России, за исключением случая, когда поставщик, получивший уведомление покупателя о некомплектности поставленных товаров, без промедления доукомплектует товары либо заменит их комплектными товарами.
Если поставщик не поставил предусмотренное договором поставки количество товаров либо не выполнил требования покупателя о замене недоброкачественных товаров или о доукомплектовании товаров в установленный срок, покупатель вправе приобрести непоставленные товары у других лиц с отнесением на поставщика всех необходимых и разумных расходов на их приобретение.
Ответственность по договору поставки может заключаться в уплате неустойки и выполнении взятых обязательств в натуре. В некоторых случаях, предусмотренных договором или законом, возможно расторжение договора.